# 엘바 공국
엘바 공국(이탈리아어: Principato d'Elba)은 1814년 4월 11일에 체결된 퐁텐블로 조약으로 지중해섬 엘바에 세워진 비세습 군주제 국가였다. 1년이 채 안 되는 기간에, 유일한 수장은 나폴레옹 보나파르트로, 그는 그의 궁극적인 패배와 공국이 해체되기 전에 프랑스에서 통치하기 위해 돌아갔다.

## 형성
그 때까지 프랑스의 지중해 자치령이었던 이 섬에 대한 주권은 제6차 연합 전쟁 이후 프랑스의 나폴레옹 1세가 퇴위한 후 그에게 주어졌다. 조약 제3조는 엘바가 "완전한 주권과 개인 재산으로 그가 소유하는 독립된 공국"이 될 것이라고 규정했다. 그의 통치는 그가 죽을 때까지 지속되었으며, 그 시점에서 공국은 토스카나로 흡수될 것이였다. 전 프랑스 황제는 또한 프랑스가 지불하도록 연간 200만 프랑의 급여를 받았다.

## 군대

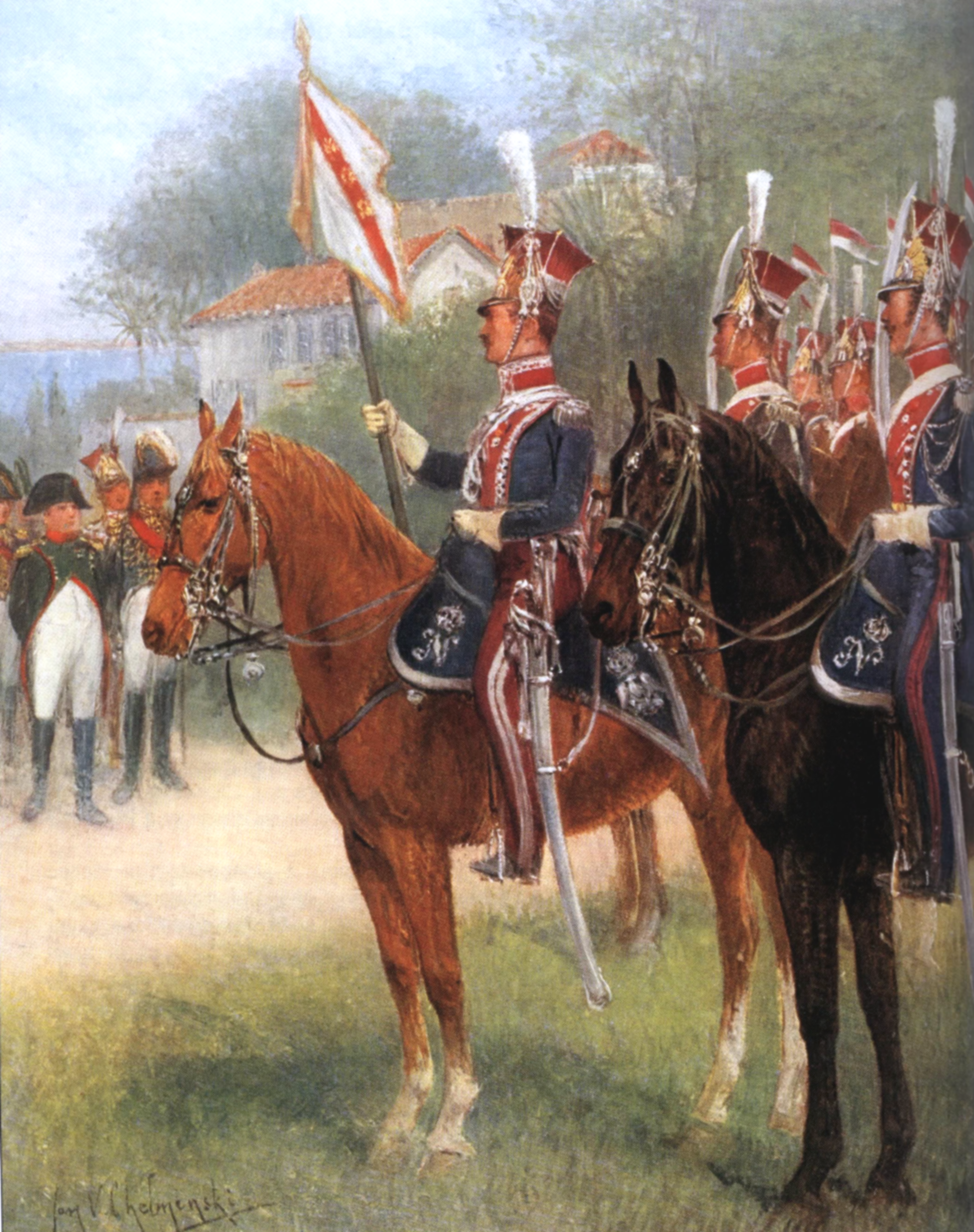
나폴레옹과 엘바 소대 제1 폴란드 경병대 연대

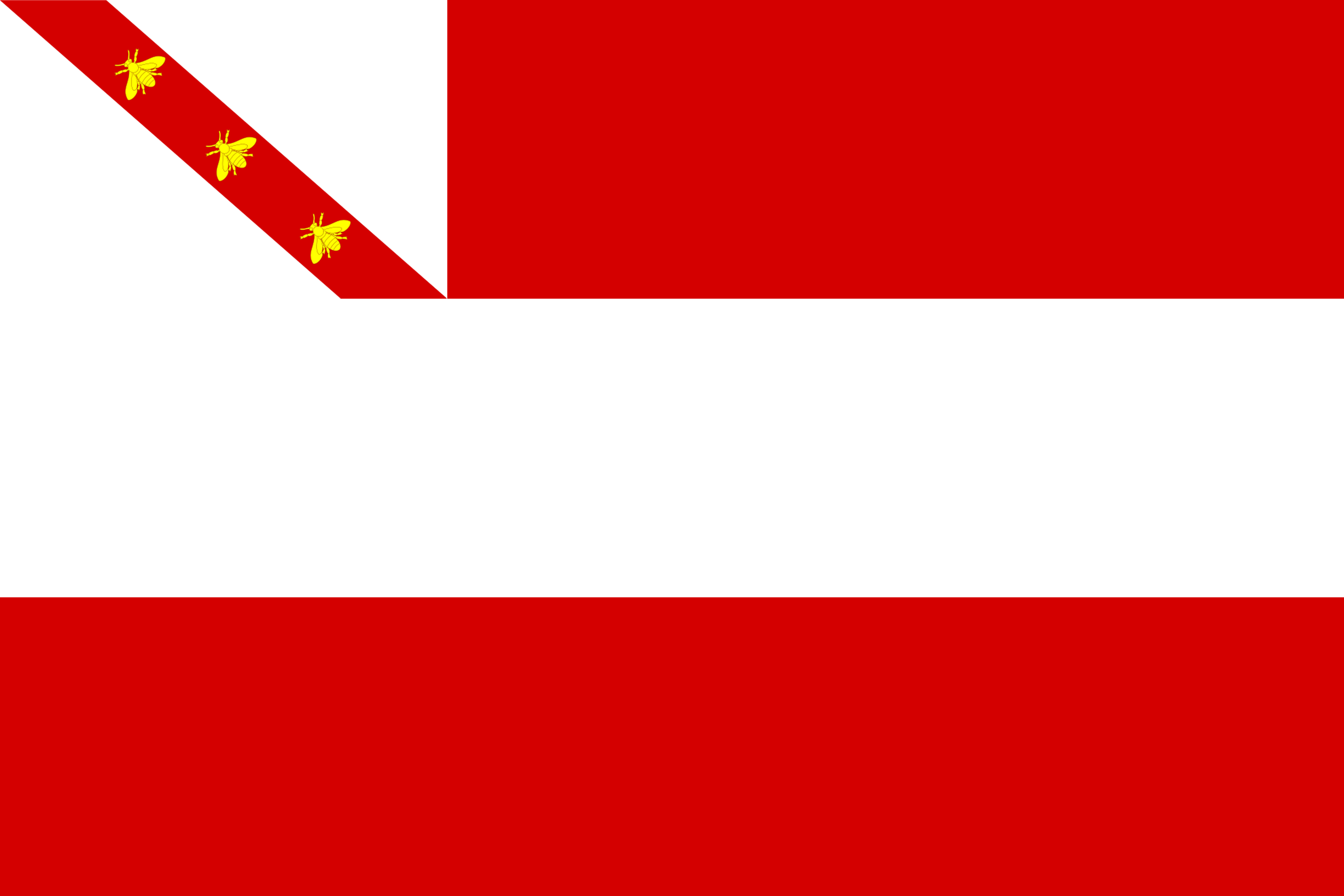
해군 잭

퐁텐블로 조약에 따라 나폴레옹은 프랑스에서 870명의 병력을 섬으로 데려왔다. 군대는 정예 제국 근위대(보병과 기병 모두) 소속 566명으로 구성되었으며 나머지 300명은 척탄병 소규모 대대 소속이었다. 군대는 드루오트 장군의 감독하에 있었고 캉브론 장군과 참모 본부가 지휘했다. 해군은 66명의 병력과 1척의 배로 구성되었다: 이중 돛대를 갖춘 18문의 함포를 장착한 범선, 불변. 다른 두 개의 슬루프 중 작은 소함대도 '불변'을 동반했다. 함대는 테일레이드 중위가 처음으로 지휘했다. 그러나 폭풍으로 '변함'을 거의 잃은 후 테일레이드는 J. 쇼타르 중위로 대체되었으며, 그는 나중에 1815년에 나폴레옹을 엘바에서 다시 데려다 주었다. 파올리 필리도로는 헌병대의 대장으로 임명되었다. 주세페 발비아니 휘하의 총사령관으로 활동했다. 1815년까지 엘바에서 연합군의 수는 약 1000명에 이르렀으며, 비용을 지불하고 장비하고 먹이는데 섬 국고의 절반 이상이 소요되었다.

## 나폴레옹의 통치
엘바에서 몇 달 동안 소규모 해군과 군대를 창설했을 뿐만 아니라 나폴레옹은 섬의 철광산을 개발하고 새로운 도로 건설을 감독했으며 현대 농업 방법에 대한 법령을 발표하고 섬의 법률 및 교육 시스템을 점검했다.

## 거주

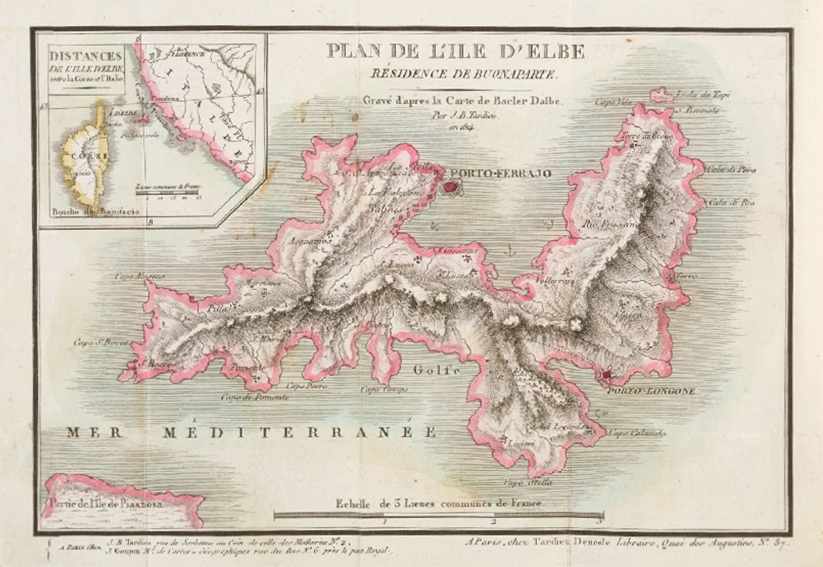
1814년 엘바 지도
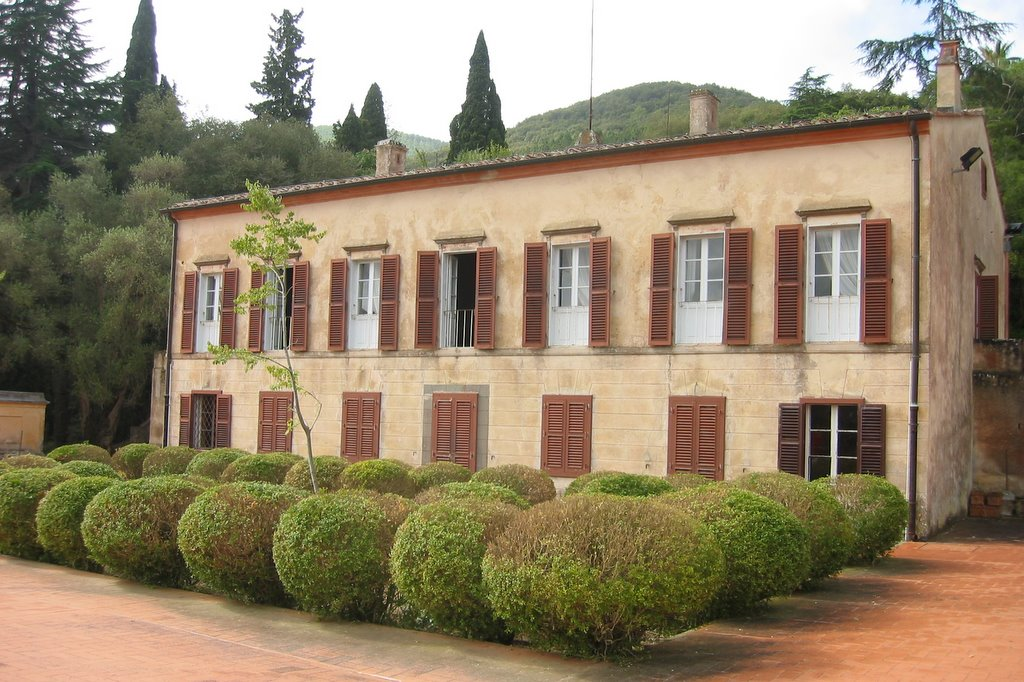
산 마르티노 빌라
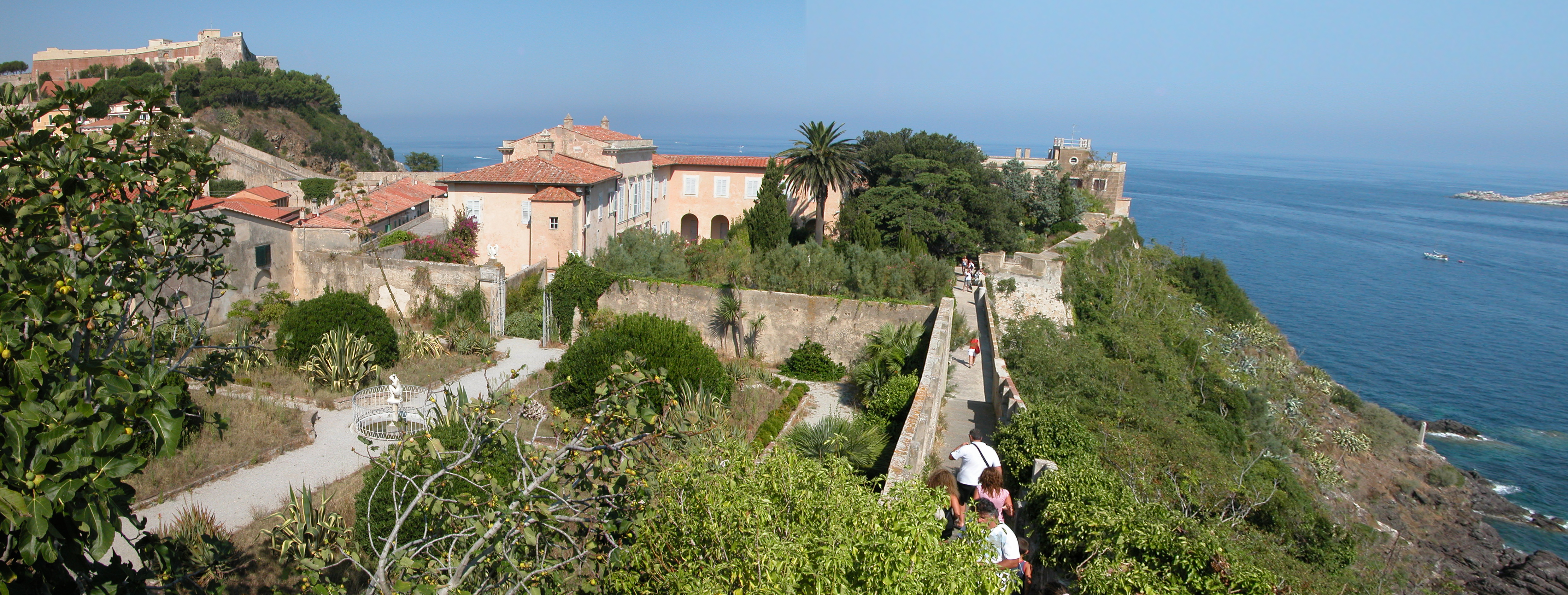
밀즈 저택

## 해산

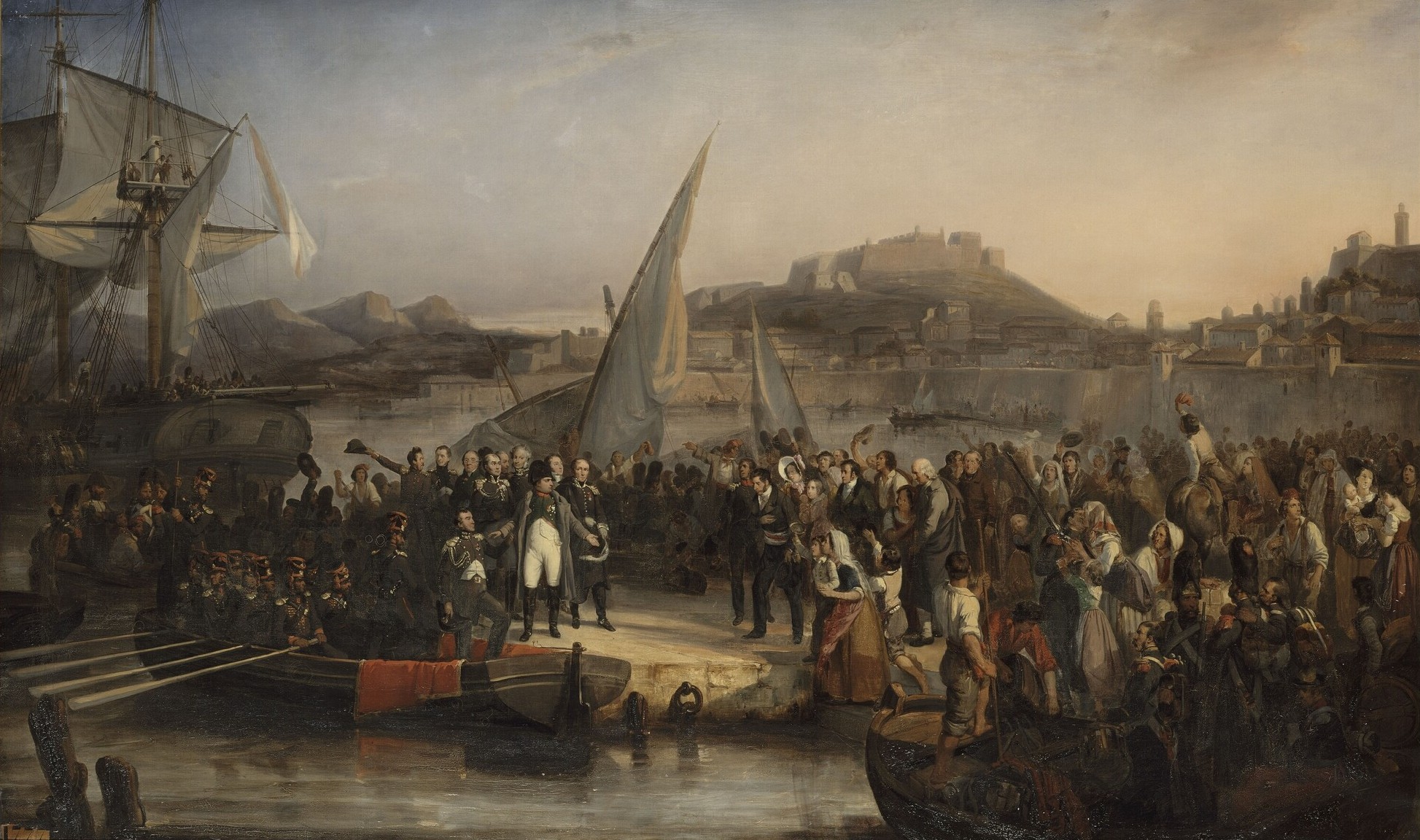
1815년 2월 26일 엘바를 떠나는 나폴레옹

1815년 2월 26일, 거의 10개월 동안 엘바를 통치한 후, 나폴레옹은 권력을 되찾기 위해 섬에서 탈출하여 프랑스 남부에 상륙하여 제7차 대프랑스 동맹을 시작했다. 워털루 전투에서 패배한 후, 나폴레옹은 영국에 의해 세인트헬레나섬으로 이송되어 1821년 사망할 때까지 포로로 남아 있었다. 빈 회의에서 섬의 주권은 다음과 같이 토스카나 대공국으로 이전되었다.

## 참고 문헌
- Gruyer, Paul (1908). 《Napoleon, King of Elba》. London: William Heinemann.
- Hicks, Peter (2014). “Napoleon On Elba – An Exile Of Consent”. 2021년 5월 1일에 원본 문서에서 보존된 문서.
- napoleonsites (2020). “La Galerie Demidoff à l'Île d'Elbe” [The Demidoff Gallery on the Island of Elba] (프랑스어). 2020년 12월 30일에 원본 문서에서 보존된 문서.
- napoleonsites (2020b). “Le Palais des Mulini à Portoferraio” [The Mulini Palace in Portoferraio] (프랑스어). 2020년 12월 30일에 원본 문서에서 보존된 문서.
- napoleonsites (2020c). “Villa San Martino on the Island of Elba”. 2020년 12월 30일에 원본 문서에서 보존된 문서.